# 背中あわせのランデブー
『背中あわせのランデブー』（せなかあわせのランデブー）は、1978年に発表された太田裕美の7枚目のアルバム。1991年にCD化された。

## 解説
- 「失恋魔術師」は、後にアレンジなども一新して、シングルとして発売された。
- LP発売時、A面はすべて吉田拓郎作曲、B面は作詩・作曲すべて太田裕美が担当したことから、「背中あわせ」というタイトルになった。
- アルバムジャケットも、同じベンチに座る太田裕美が「背中あわせ」になっているデザイン。
- 当初、1977年内の発売予定だったが、当時太田がのどを痛めており、時期が延期になった。
- オリコンチャート3位

## 収録曲

### A面
- （全曲、作曲：吉田拓郎、編曲：鈴木茂）

1. 失恋魔術師
  - 作詩：松本隆
  - 11枚目のシングルとして、アレンジなどを変えて発売された。
2. 花吹雪
  - 作詩：松本隆
3. 鍵
  - 作詩：松本隆
4. 朝（あした）、春になあれ
  - 作詩：小林倫博
5. ONE MORE CHANCE
  - 作詩：小林倫博

### B面
- （全曲、作詩・作曲：太田裕美、編曲：萩田光雄）

1. 走馬燈
2. Moon Night Selenade
3. 一人ぼっちの海
4. 白い朝
5. クロスワード・パズル
6. あなたに･･････

## 発売履歴
| 発売日        | レーベル           | 規格 | 規格品番  | 備考                |
| ------------- | ------------------ | ---- | --------- | ------------------- |
| 1978年2月25日 | CBSソニー          | LP   | 25AH 532  |                     |
| 1978年2月25日 | アポロン           | CT   | KSF-1085  |                     |
| 1991年9月15日 | ソニーミュージック | CD   | SRCL-2081 | CD選書。            |
| 2017年4月26日 |                    | 配信 |           | FLAC｜96.0kHz/24bit |